# Pfarrhaus Rottenberg (Hösbach)

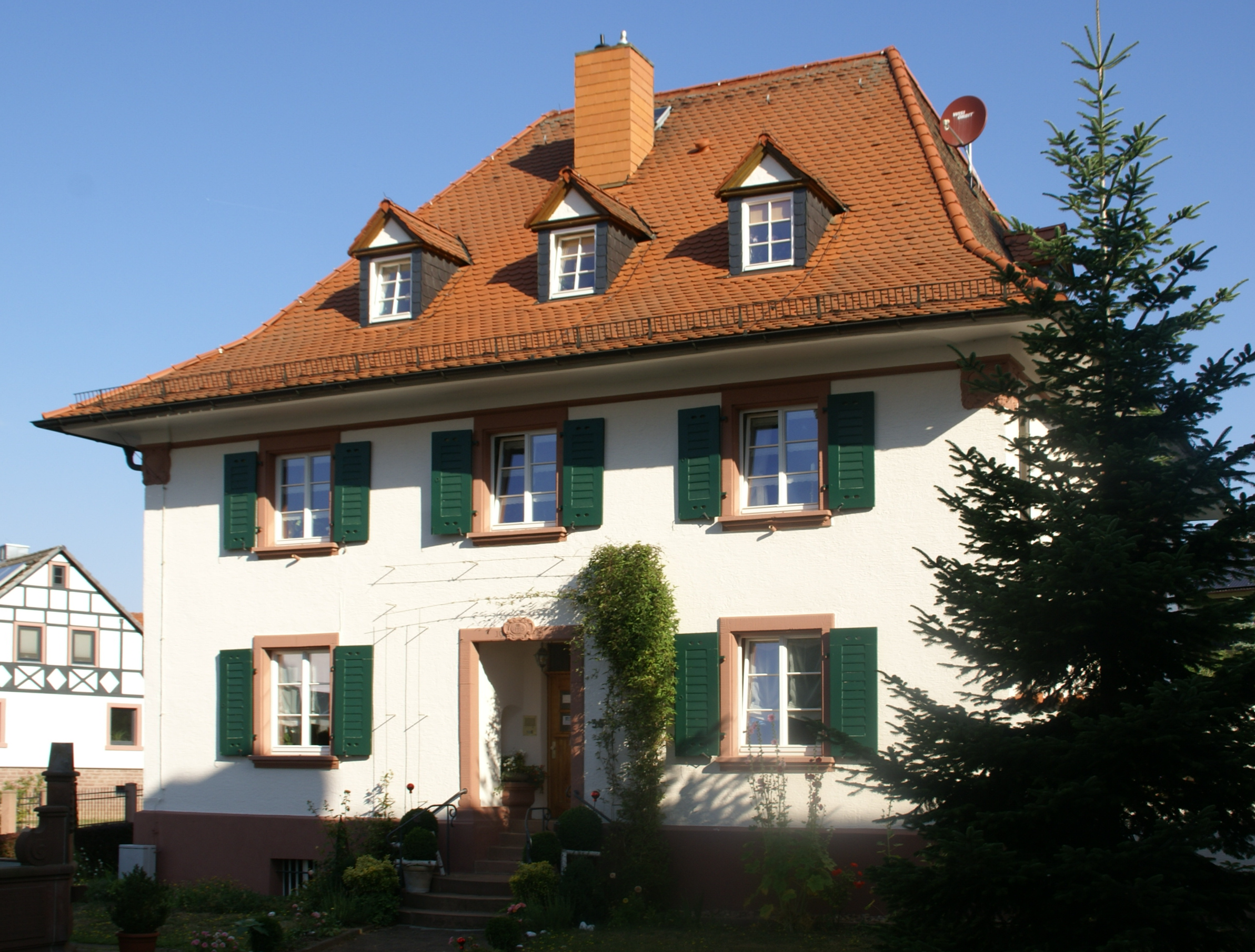
Pfarrhaus in Rottenberg

Das Pfarrhaus in Rottenberg, einem Gemeindeteil von Hösbach im unterfränkischen Landkreis Aschaffenburg in Bayern, wurde 1921 errichtet. Das Pfarrhaus an der Georg-Blass-Straße 36, neben der katholischen Pfarrkirche St. Antonius, ist ein geschütztes Baudenkmal.
Der zweigeschossige Walmdachbau im Heimatstil besitzt drei zu zwei Fensterachsen.